# Erik-André Hvidsten
Erik-André Hvidsten, född 20 juli 1974 i Fredrikstad i Norge, är en norsk artist, skådespelare och sångare  (baryton/tenor) som spelar och sjunger i hela Norden
Hvidsten växte upp på familjens gård utanför Fredrikstad och utbildade sig till sångare på Norges Musikhögskola och till skådespelare vid Teater- och operahögskolan i Göteborg.  
En av hans första roller var i Spelman på taket på Stockholms stadsteater 1998 och sedan dess har han bland annat spelat i Little Shop of Horrors på Stora Teatern i Göteborg, Nicholas Nickleby på Stockholms stadsteater, Skjærgårdsflørt på Det norske teatret i Oslo, i Sugar i rollen som Jerry/Daphne på Wasa Teater i Vasa i Finland och på Norrbottensteatern i Luleå, i musikalen Cabaret på Svenska Teatern i Helsingfors i huvudrollen som författaren Cliff Bradshaw och i musikalen Hair på  Åbo Svenska Teater som Claude. Han har spelat in flera skivor och också givit konserter och sjungit i revyer. 
När konserterna och teaterföreställningarna ställdes in under coronapandemin förverkligade Hvidsten en gammal dröm och utbildade sig till trädgårdsmästare. Han odlar och säljer ekologiska grönsaker på  familjens gård och har också anordnat små konserter med lokala artister på gården. År 2020 var han  sommarpratare i radioprogrammet Vegas sommarpratare i YLE.
Hvidsten är gift med Kenneth Lytts från Nykarleby i Finland och tillsammans har de två  tvillingpojkar.

## Diskografi[3]
- Desembernatt (2009)
- Min Finlandssvenska Sångbok (2015)
- Erik-André (2016)